# Артеміо Франкі (стадіон, Сієна)
«Стадіо Артеміо Франкі» (італ. Stadio Artemio Franchi) — муніципальний мультиспортивний стадіон, що знаходиться в центрі італійського міста Сієна. З моменту відкриття в 1923 році є домашнім полем для однойменного місцевого футбольного клубу. Нині вміщує 15 373 глядача.
Арена є одним з небагатьох стадіонів в Італії, розташованих в межах історичних міських стін, тому з 1995 року є об'єктом Всесвітньої спадщини ЮНЕСКО. Він розташований між фортецею Санта-Барбара, базилікою Сан-Доменіко та парком Ла Ліцца.

## Історія
Арена була побудована в 1923 році, а офіційно відкрита 8 грудня 1938 року товариським матчем між «Сієною» та «Емполі». Перша офіційна гра відбулася 11 грудня 1938 року в рамках Серії В проти «Пізи» (3:3).
Спочатку стадіон називався «Ріно Даус» (італ. Stadio Rino Daus), названий на честь фашистського військового, який загинув у Гроссето в 1921 році, пізніше він був перейменований на «Дель Растрелло» (італ. Stadio del Rastrello), перш ніж отримав свою нинішню назву в квітні 1986 року на честь відомого італійського футбольного функціонера і колишнього президента УЄФА Артеміо Франкі, який загинув під Сієною.
Після дебютного виходу «Сієни» до Серії А влітку 2003 року «Артеміо Франкі» був адаптований до необхідних стандартів вищого італійського дивізіону. Були оновлені деякі трибуни, збудовані нові сантехнічні приміщення та створені місця для інвалідів та журналістів. Глядацька місткість зросла з 10 560 до 15 373 місць.
Влітку 2007 року колектив підписав партнерську угоду з банком «Monte dei Paschi di Siena», внаслідок чого назва організації стала складовою імені стадіону — Montepaschi Arena, залишаючись такою по грудень 2013 року.
Перший міжнародний матч на «Артеміо Франкі» відбувся 17 жовтня 2010: з рахунком 2:0 італійці в товариському матчі обіграли збірну ПАР.
У березні 2011 року керівництво «Сієни» запланувало будівництво оновленої клубної арени. Вона розташована в південній частині міста, в районі Ізола д'Арбія. Загальна її місткість налічує 20 000 чоловік .
За революційні рішення у будівництві спортивних споруд архітектори стадіону того ж року стали лауреатами престижної премії MIPIM AR Future Projects Award.

## Галерея

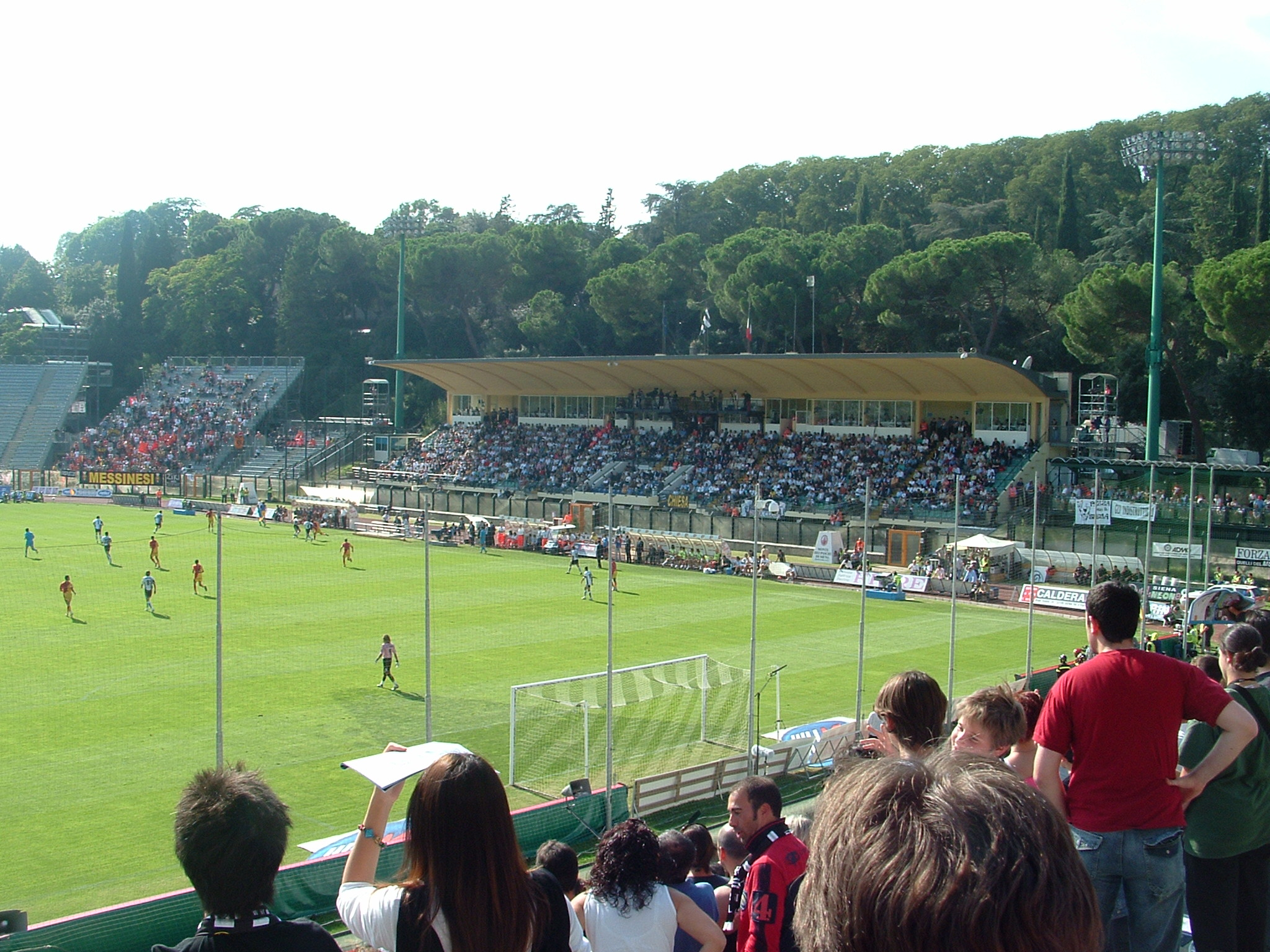
Головна трибуна
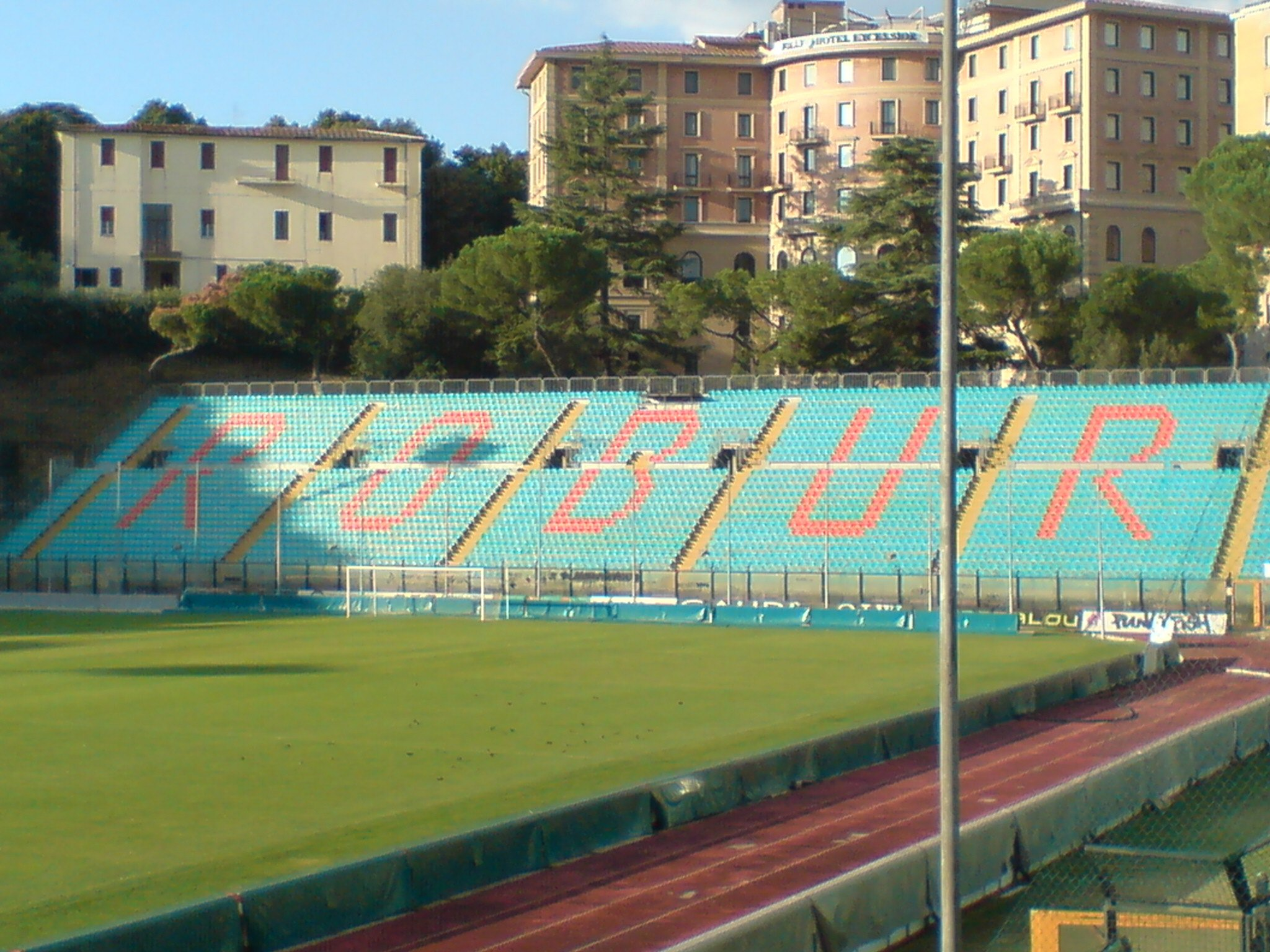
Північна трибуна
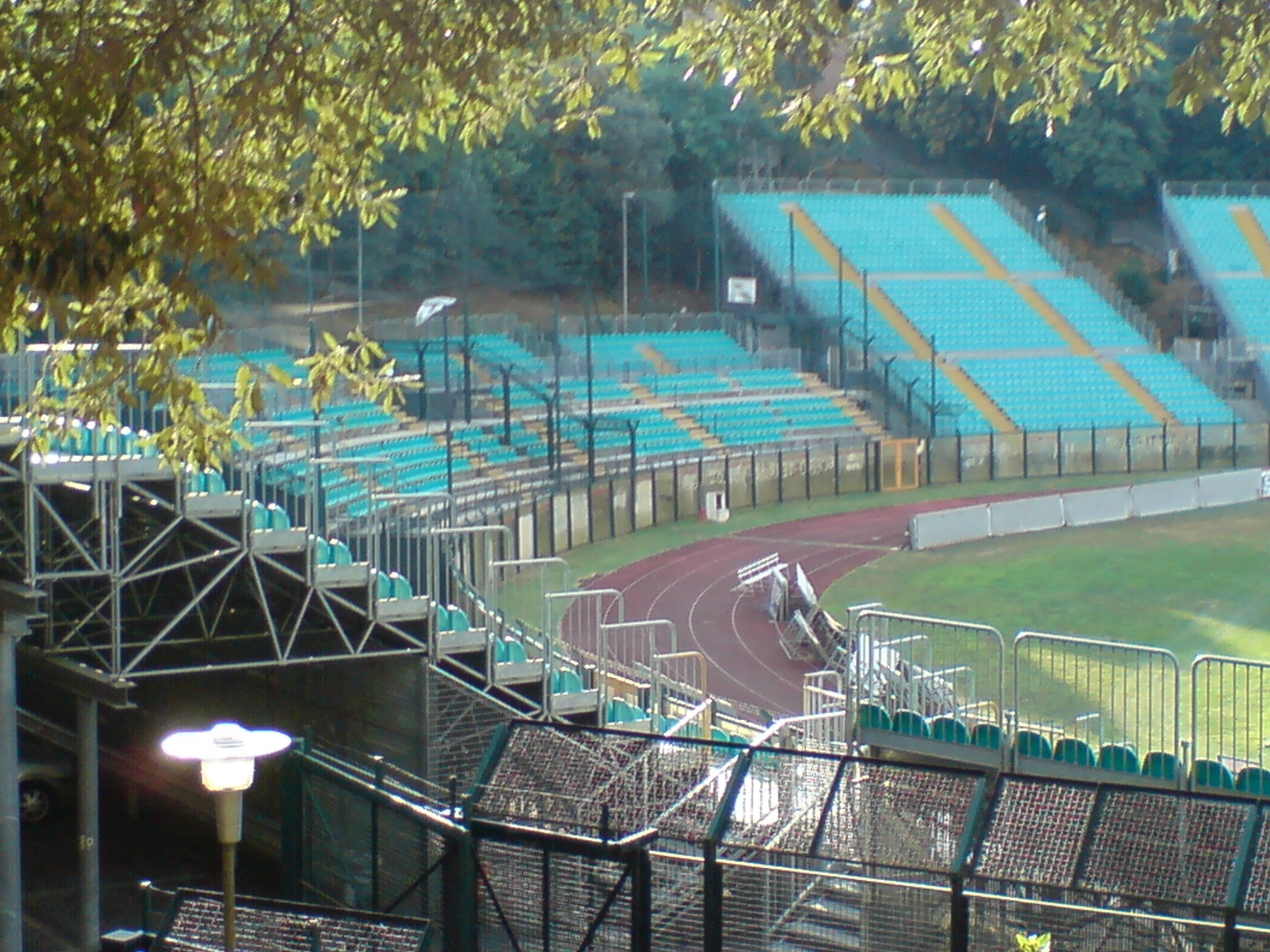
Гостьова трибуна
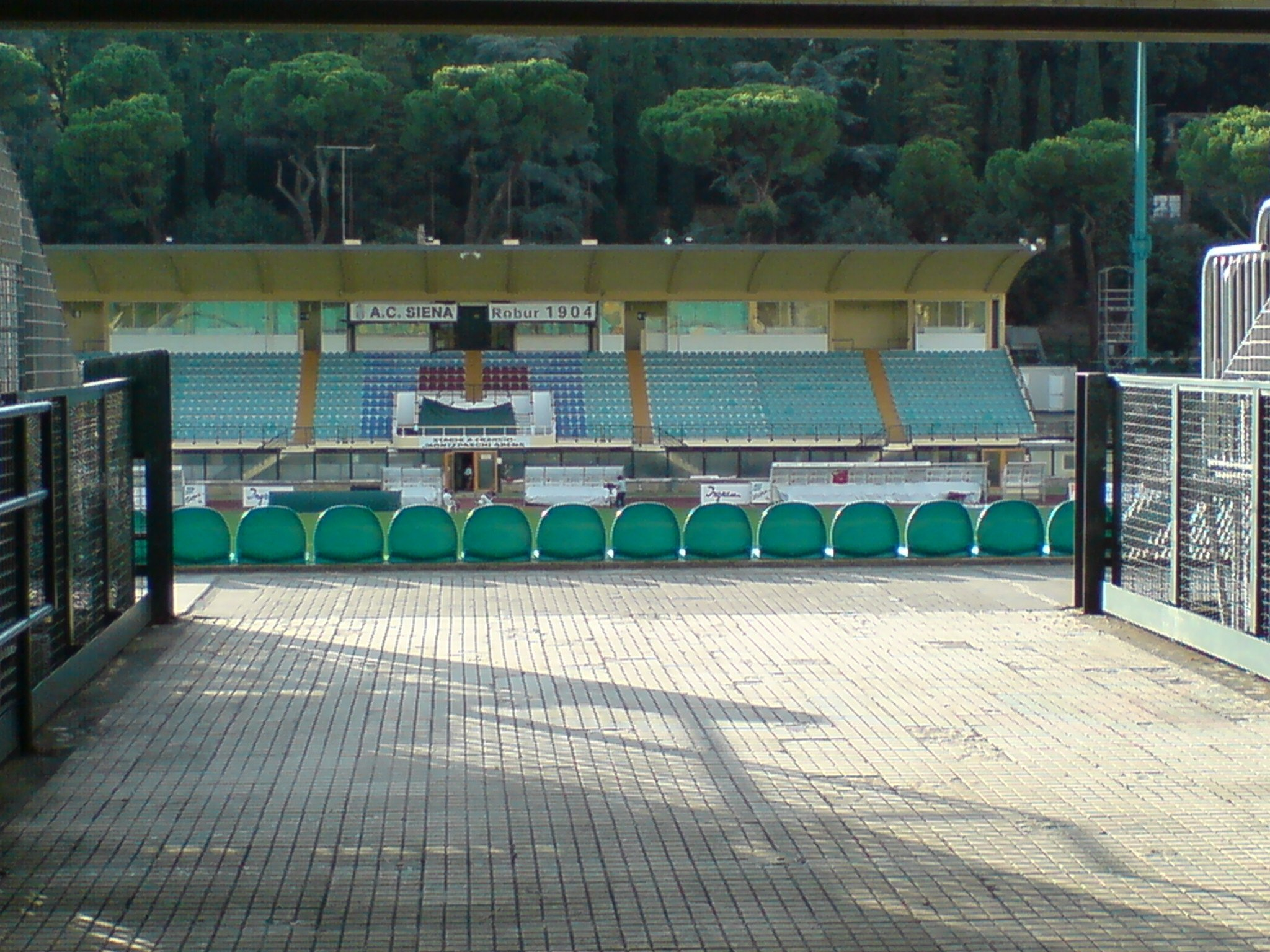
Вхід на трибуни
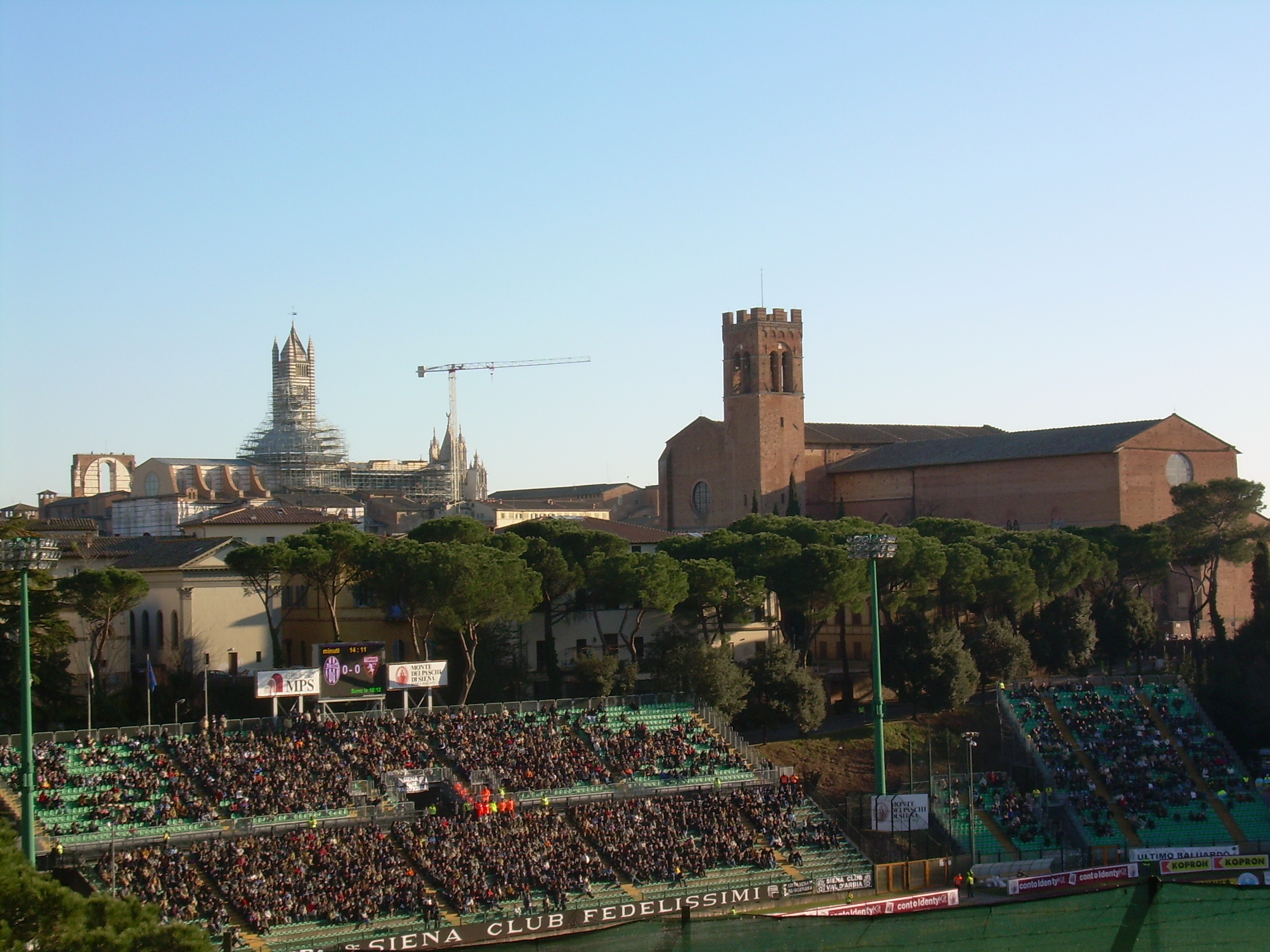
Вид на Сієнський собор (ліворуч) і базиліку Сан Доменіко (праворуч) зі стадіону